# マーリン・エンターテイメンツ・ジャパン
マーリン・エンターテイメンツ・ジャパン株式会社は、マーリン・エンターテイメンツの日本法人。日本でレゴランド・ディスカバリー・センター東京、レゴランド・ディスカバリー・センター大阪、マダム・タッソー東京を運営している。